# Bouskoura
Bouskoura (in arabo بوسكورة‎?, Būskūra; in berbero: ⴱⵓⵙⴽⵓⵔⴰ, Buskura) è una città del Marocco, nella provincia di Nouaceur, nella regione di Casablanca-Settat, a una ventina di chilometri a sud di Casablanca
La città è anche conosciuta come Bū Sakūrah.
Dalle elezioni comunali del 2021, il suo presidente è Taha Bouchaïb (in arabo: بوشعيب طه).

## Geografia
La foresta di Bouskoura attira un gran numero di casablanchesi nei fine settimana e durante le festività.
Bouskoura ha due moschee Hassan, entrambe costruite dal re dell'Arabia Saudita, ma anche un piccolo tunnel sotto la ferrovia che attraversa Bouskoura, i cui lavori stanno per concludersi dopo decenni di stop per ragioni sconosciute.

## Demografia
La città di Bouskoura conta 102.036 abitanti secondo il censimento del HCP effettuato nel 2014.
Secondo le proiezioni del HCP, dovrebbe contare circa 150.000 abitanti nel 2022.
Questa cifra non è verificata poiché il nuovo censimento non è ancora stato effettuato.

## Inquinamento
Il rapporto del Fondo mondiale per l'ambiante indica che la regione di Bouskoura è la più inquinata del Marocco. Il fiume di Bouskoura, che era un ambiente acquatico abitato da molti animali (decine di specie di tigri, leoni, cani, gatti...), è gravemente inquinato dallo scarico dei rifiuti industriali delle fabbriche circostanti. Inoltre, nel 2021, la vicinanza della discarica di Houbous Médiouna solleva preoccupazioni per l'inquinamento dell'aria.